# Pas kontuszowy

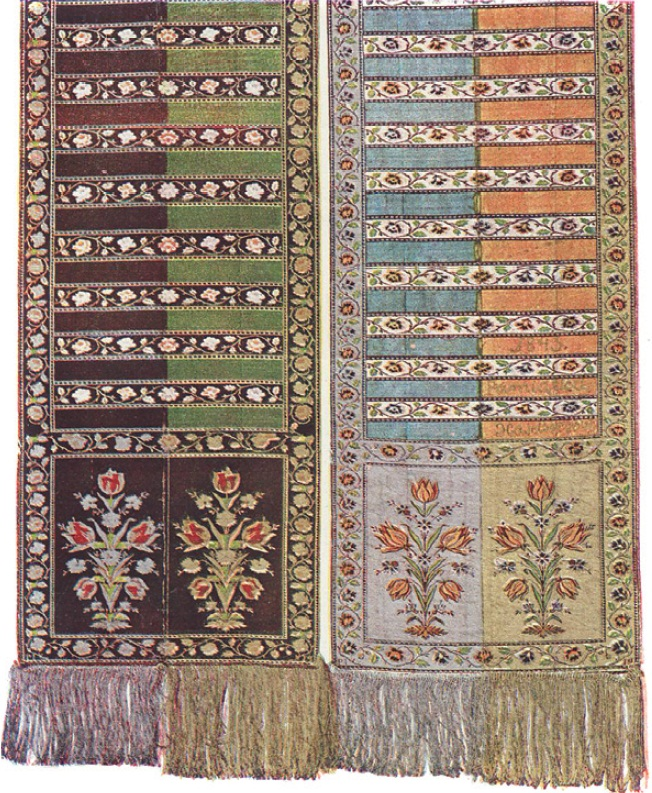
Pas kontuszowy czterostronny. Lipków

Pas kontuszowy – pas o długości od 3 do 4,5 m i szerokości 40 cm noszony głównie przez szlachtę w Koronie i na Litwie do kontusza. Element polskiego stroju narodowego.
Jego typowa forma ustaliła się późno, bo dopiero w XVIII wieku. W tym właśnie czasie pas kontuszowy osiągnął apogeum popularności, choć już w XVII w. był ważnym składnikiem ubioru szlachty na terenie Rzeczypospolitej Obojga Narodów. W XVII wieku wiązany jeszcze na żupanie. Jak znaczna część ówczesnego ubioru został zgodnie z ideą sarmatyzmu uznającego dorobek starożytnych ludów irańskich za dalekie dziedzictwo Rzeczypospolitej zapożyczony dzięki polskim Ormianom z kultury Wschodu (Turcja, Persja). Szlachcic owijał się pasem kilka razy, przy czym końce zakładano misternie, by pas nie został pognieciony lub zawiązywano w węzeł z boku, rzadziej pośrodku brzucha.

## Opis pasa
Pasy wykonywano najczęściej z jedwabiu, były bogato zdobione - w droższe, wplatano złote i srebrne nici (tkaniny ze złotą nitką to złotogłów lub altembas). Tkano je w bogate kolorystycznie wzory, chętnie wykorzystując motywy orientalne, ale także zachodnie lub polskie ludowe. Pasy były tkane na krosnach, stosowano dwie osnowy i wiele wątków. Była to tak zwana technika śródziemnomorska lub taquetē façonné .
Bywały pasy jednostronne, dwustronne i czterostronne, w zależności od opracowania wzoru. Pasy czterostronne uzyskiwano w ten sposób, że strona prawa i lewa były podzielone wzdłuż na dwie połowy różniące się kolorystyką i czasem wzorem. Dzięki temu jeden pas, który składano wzdłuż na pół mógł być stosowany w czterech wariantach. Zakończenie pasa, zwykle o dużym wzorze, zwano głową; środkowe pola, najczęściej o wzorze drobnym - wciążem. Poprzeczne paski dzielące wciąż zwano pólkami, zewnętrzny, obramiający ornament to szlaczek. Pasy składano wzdłuż, przy czym jedna strona, bardziej ozdobna, była noszona od święta, a druga, skromniejsza, na co dzień. Często do pasa zawieszano rapcie do szabli.

## Historia
Ojczyzną jedwabnych pasów są Persja, Indie i Turcja. W dwóch pierwszych krajach w XV wieku służyły one do przepasywania długich kaftanów. W Indiach pas był obowiązkowym elementem stroju dworskiego. W Turcji w XVI wieku także stały się popularne, powstawały manufaktury wykonujące pasy w Bursie .
Do Polski początkowo pasy kontuszowe sprowadzano z zagranicy, pierwsze polskie manufaktury (zwane persjarniami) wytwarzające pasy powstały w XVII wieku.
Pierwsze pasy do Polski zaczęto sprowadzać już końcem XVI wieku, zajmowali się tym kupcy ormiańscy, którzy sprowadzali je z Persji i Indii.
Po 1722 roku Ormianie zaczęli otwierać w Konstantynopolu manufaktury produkujące pasy, głównie na potrzeby rynku polskiego, gdzie coraz częściej noszono narodowy strój, a pas był jego ważnym elementem. Od 1740 roku przenosili oni swe warsztaty jeszcze bliżej - na wschodnie ziemie Rzeczypospolitej. Persjarnie w Polsce wspierali często polscy magnaci . Pierwsze takie zakłady powstały w Stanisławowie i Brodach. Znanym ośrodkiem produkcji był Słuck i czasem pasy kontuszowe są nazywane pasami słuckimi, aczkolwiek równie znaną była manufaktura w Kobyłce. Oprócz pasów słuckich i kobyłeckich uznaniem cieszyły się też pasy lipkowskie.

## Persjarnia w Słucku

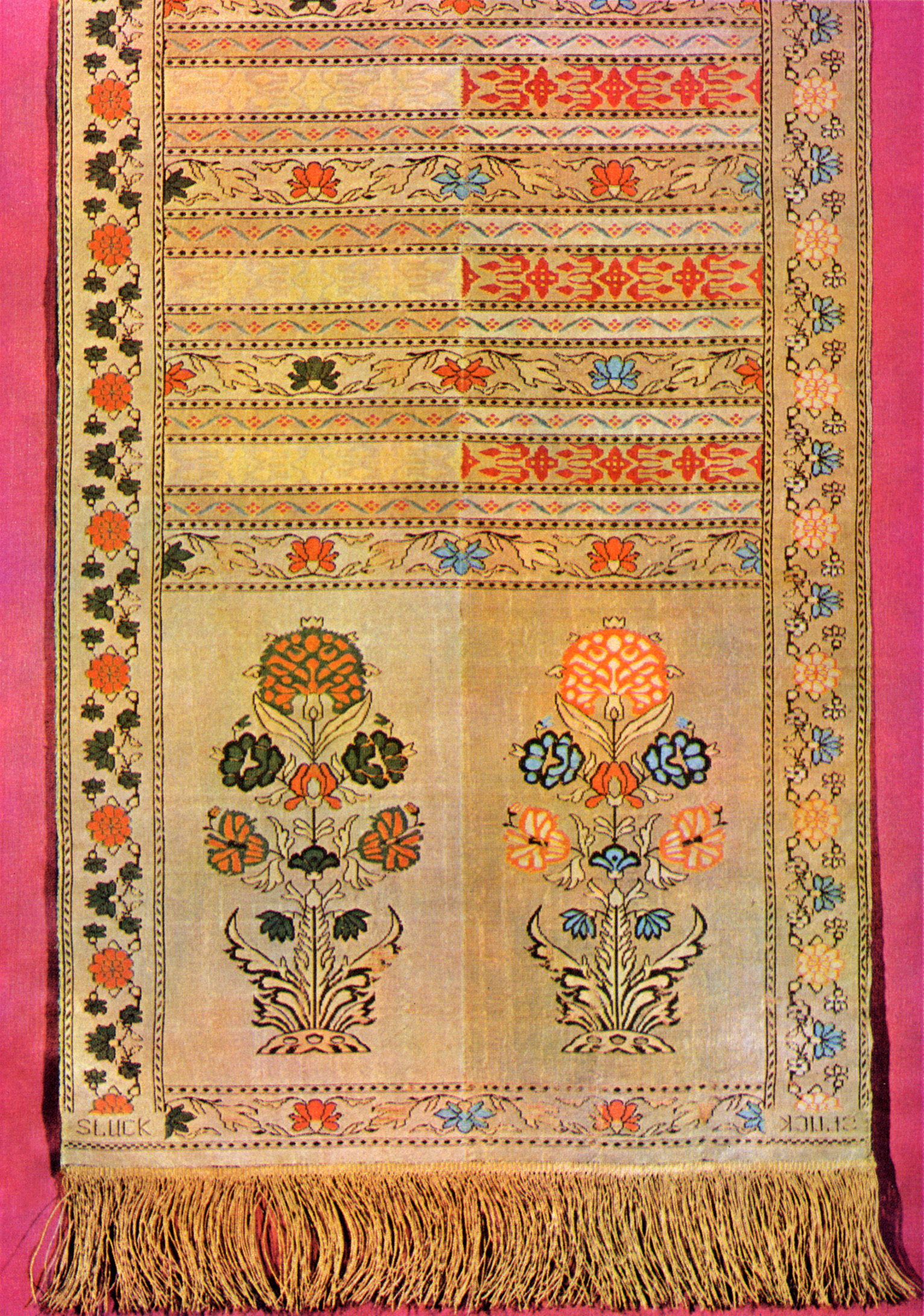
Pas kontuszowy słucki

Persjarnią w Słucku kierował w latach 1758-1776 polski Ormianin Jan Madżarski (Owannes Madżarjanc), po nim kierownictwo przejął jego syn, Leon, który kierował persjarnią do roku 1807.
Jana Madżarskiego sprowadził na ziemie polskie Michał Kazimierz Radziwiłł, zwany „Rybeńko”, który w swoich dobrach w Nieświeżu w 1743 roku założył persjarnię. Pasy z tej pracowni nie zachowały się. Madżarski prawdopodobnie w 1767 roku, po śmierci Radziwiłła przeniósł się do Słucka. Tu za zgodą Karola Stanisława Radziwiłła, zwanego „Panie Kochanku”, syna Michała, założył nową persjarnię .
Pasy słuckie były cenione i poszukiwane. To tu zaczęto po raz pierwszy wykonywać pasy czterostronne. Dekoracja pasów słuckich była różnorodna. Głowy pasa zdobione były motywami kwitnących krzaczków, czasem otoczonych medalionem z wijącej się wstążki lub wyrastających z kopczyka gruntu, wzory bukietów kwiatowych w wazonach stojących na prostokątnych podstawkach, motywy ściętych pni, z których wyrastają gałązki kwiatowe.
Wciąż ozdabiano motywami karpiej łuski, poprzecznymi pasami na przemian z wicią kwiatową, później także z motywami geometrycznymi, rzadziej stosowano duże kropki zwane szelążkami. Wici kwiatowe ozdabiały też obrzeża pasów. 
Pasy słuckie zawsze były sygnowane w narożnikach głów .

## Persjarnia w Kobyłce
Persjarnia w Kobyłce powstała przed rokiem 1778. W 1781 roku wydzierżawili ją od Aleksandra Unruga trzej wspólnicy: Szczepan Filsjean, Franciszek Selimand oraz Jan Chrystian Blum. Spółka sprowadziła warsztaty tkackie z nieczynnej manufaktury w Grodnie. Po trzech latach spółka rozpadła się, Filsjean spłacił wspólników i sam prowadził interes do tragicznej śmierci w 1794 roku.
Pasy z Kobyłki cechowało oryginalne wzornictwo, wysoki poziom artystyczny i techniczny. Motywy spotykane na tych pasach to barwne bukiety kwiatowe flankowane papugami, herby na tle panopliów, gałązki. Kompozycje dekoracji były bardziej swobodne. Pasy z Kobyłki były sygnowane w widocznych miejscach, najczęściej w głowach .

## Inne persjarnie
Znane persjarnie istniały również w Grodnie, Sokołowie, Korcu, Krakowie, Gdańsku i od 1771 r. w Przeworsku gdzie fabrykę jedwabiu założyła Zofia Lubomirska.  Adam Potocki wspólnie z synami (m.in. Oskarem) przyczynił się do rozwoju rzemiosła tkackiego w Buczaczu, gdzie w połowie XIX w. sprowadził tkaczy. W manufakturach zwanych persjarniami, wytwarzano pasy kontuszowe  w technice taqueté façonné. Powstawały również makaty buczackie, tkaniny z lnu, bawełny, jedwabiu oraz materiał na żupany.  Makaty buczackie początkowo dekorowane były wzorami geometrycznymi na wzór makat wschodnich przez sprowadzonych przez Oskara tkaczy ormiańskich. Później pojawiły się stylizowane motywy roślinne przypominające wzory znane z pasów kontuszowych. Wyroby były zaprezentowane na  Powszechnej Wystawie Krajowej we Lwowie (1894). Na początku XX wieku manufakturę prowadził Artur Potocki (1843-1917) syn Adama. Wyroby manufaktury były sygnowane – naszywki z wytkanym herbem Pilawa Potockich i nazwą manufaktury „Buczacz”. Za czasów kierownictwa Artura obok herbu pojawiły się inicjały „A.P.”. Pracownia w Buczaczu działała do 1939 r.

## Kolekcjonerstwo

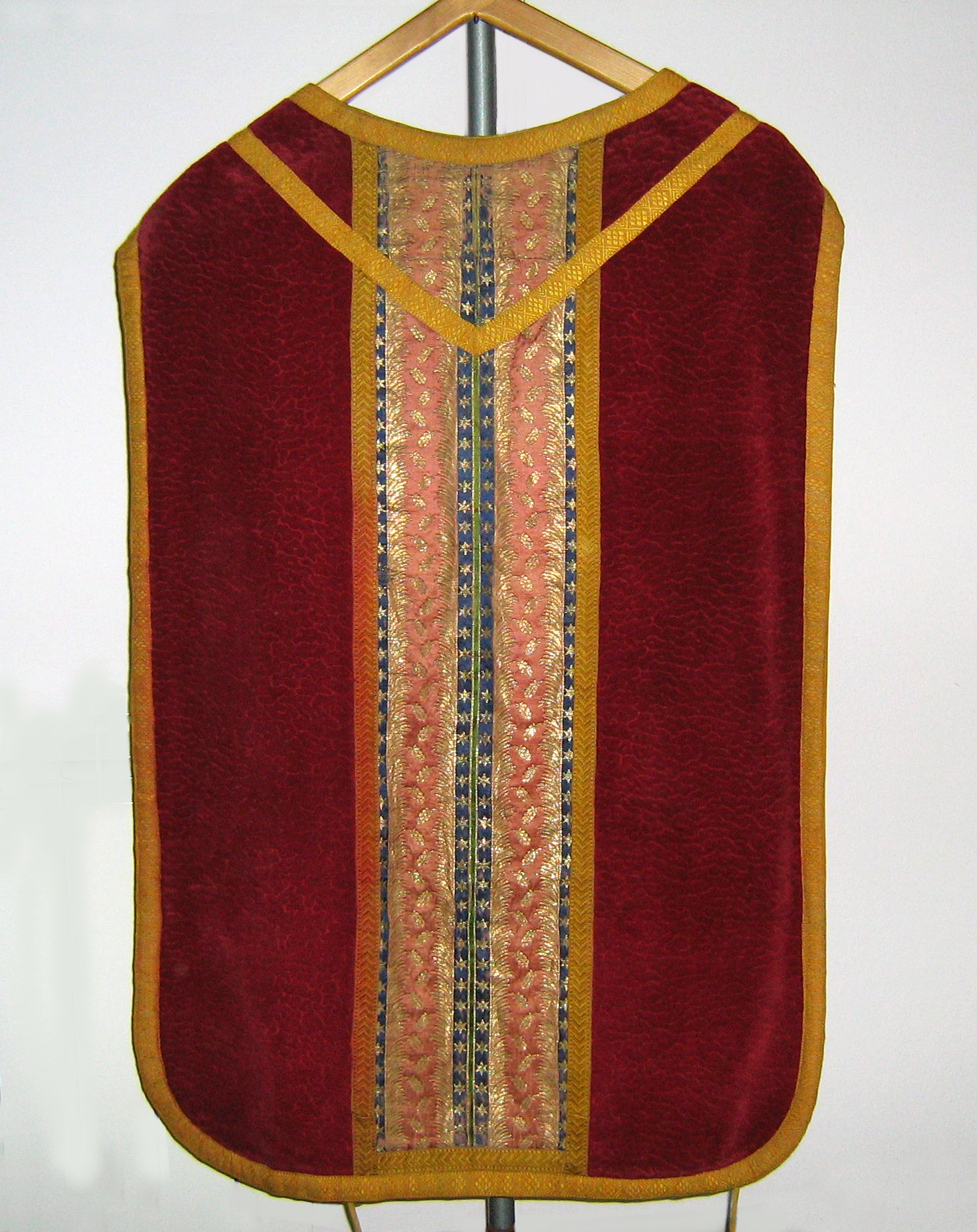
Ornat skrzypcowy (XVII w.) z czerwonego aksamitu strzyżonego na złotym śnie. Preteksta wykonana z pasa kontuszowego przypominającego tkaninę turecką, przetykaną srebrem. Galony z rypsu przerabianego nicią złotą. Parament z kościoła pw. Św. Stanisława BM w Racławicach

Do czasów współczesnych zachowało się niewiele pasów, z różnych powodów. W zaborze rosyjskim po III rozbiorze Polski zabroniono ubierania się w strój polski. Wiele pasów uległo zniszczeniu, ponieważ z niepotrzebnych pasów wyciągano złote i srebrne nici, które następnie przetapiano. Część pasów oddawano Kościołowi, szyto z nich ornaty lub pasem ozdabiano przednią część stroju.
Niektóre, zszyte po kilka egzemplarzy, wykorzystywano do nakrywania stołu, łoża lub jako makaty. Czasem ozdabiały ściany jako tło dla białej broni i ryngrafów.
W drugiej połowie XIX wieku wzrosło zainteresowanie pasami kontuszowymi, zaczęły powstawać ich kolekcje. Przykładem jest zbiór Potockich z Krzeszowic, hrabiego Czosnowskiego (w 1933 roku hrabia przekazał ją do Muzeum Narodowego w Warszawie), kolekcja Radziwiłłów w Nieświeżu.
Obecnie największe kolekcje pasów znajdują się w oddziałach Muzeum Narodowego w wielu miastach w Polsce, w zbiorach Zamku Królewskiego na Wawelu, w Centralnym Muzeum Włókiennictwa w Łodzi i Muzeum Diecezjalnym w Płocku.
Pas mówił wiele o jego właścicielu. Określał nie tylko status społeczny i materialny szlachcica (najpiękniejsze pasy osiągały bardzo wysokie ceny), ale nawet wyznanie. Kolor pasa i jego węzeł oraz wzór niosły dodatkowe informacje. I tak złoty pas noszono w czasach pokoju, a karmazynowy obowiązywał w czasie wojen.